# 岭南大学 (广州)
岭南大学是在美國美北长老会海外差会同意下，1888年于中國廣州创立的一所不隸屬於任何教派的基督教大學，為民初時期十三所中國基督教大學之一。
1949年國府遷臺後，校董會聯合全部十三所基督教大學，南遷至香港，合并為香港中文大學的崇基學院。1967年，「嶺南教育擴展會」以「嶺南書院」的名義在香港復校，並在1999年將其復名為嶺南大學。
經1952年的中国高校院系調整，广州校區以及設施与原国立中山大学合并组成中山大学，中山大学主校區遷至原嶺南大學康樂園校址。1988年，中山大学在嶺南大學原校區設立中山大學嶺南（大學）學院。

## 歷史[1]

### 格致书院时期

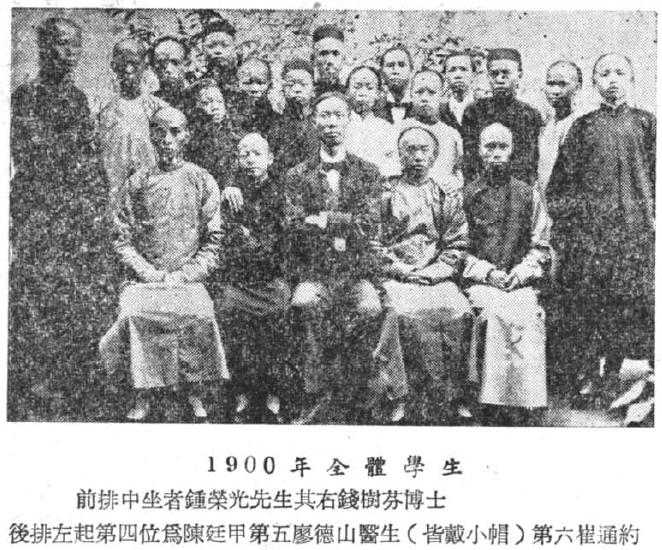
格致書院1900年全體學生合照，前排中坐者為日後的首任華人校長鍾榮光。

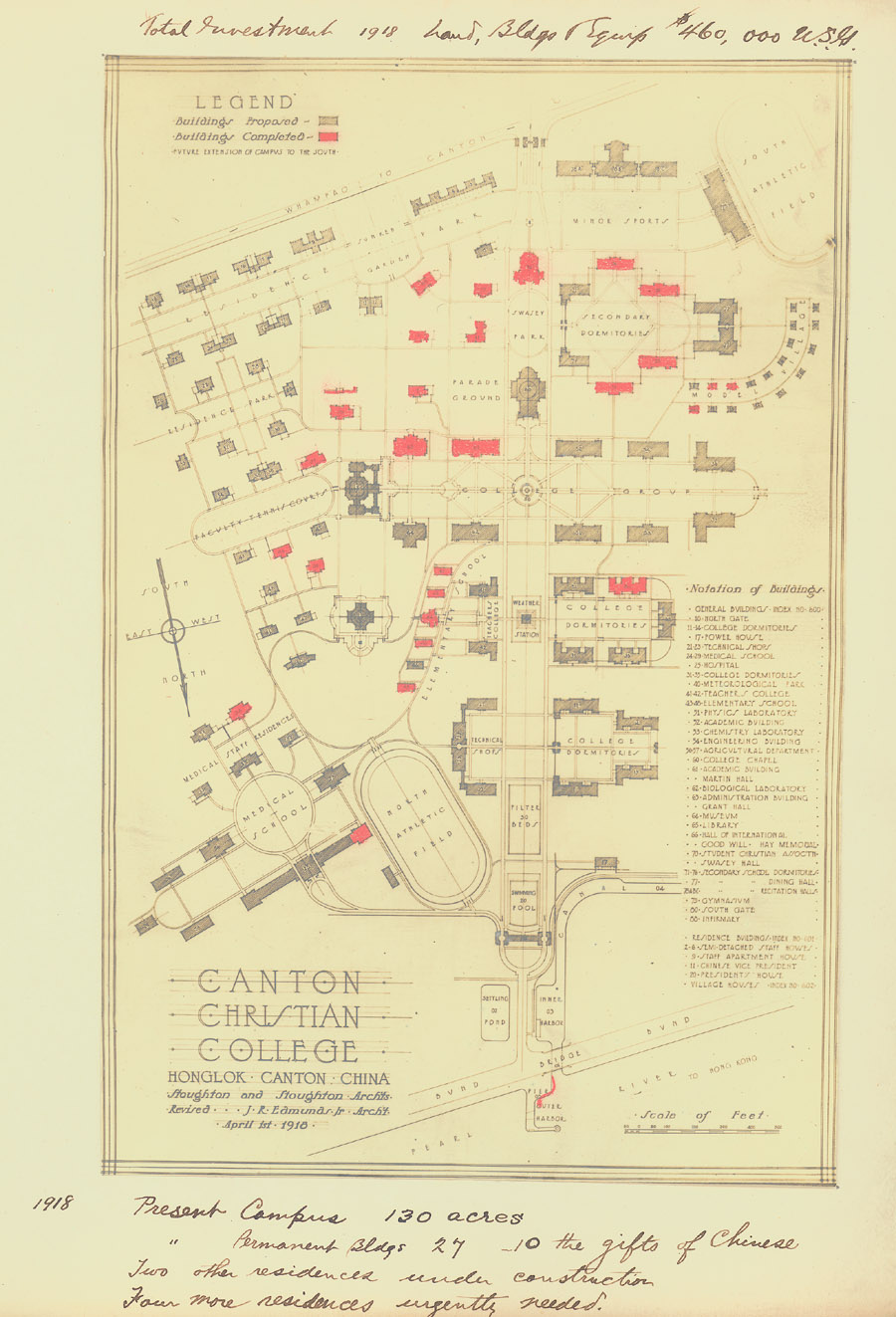
1918年康樂園校址設計全圖

- 1885年，美國美北長老會海外差會（American Presbyterian Board of Foreign Mission）接納以牧師香便文（Rev. Benjamin C.Henry）為代表的長老會廣州佈道團的建議，同意於中國廣東地區建立一所基督教書院。
- 1886年至1887年間，长老会牧師哈巴安德（Rev. Andrew P. Happer, DD）與6名友人於美國紐約成立「嶺南基金會」。基金會選出哈巴為書院監督（President），並授權他來華籌辦開校事宜。
- 格致書院（Christian College in China）於1888年3月28日開始授課，校址設於廣州沙基金利埠（今六二三路）。3年后因哈巴夫婦雙雙病重回国，學校於1890年8月20日關閉。
- 香便文於1893年3月10日接任監督，重開書院，並一度與培英學校合併，遷到廣州花棣。1896年那夏禮出任監督，至1899年3月14日由尹士嘉接任，與培英學校分柝，培英專注神學，格致集中辦科學教育。格致書院遷到廣州四牌樓（现解放中路）福音堂。初期根據清代科舉考試和美國中學的課程標準開設四年制「廣學班」，程度相當於大學預科。此年聘请钟荣光為漢文總教習协办校务。
- 因發生排外事件及庚子事變，而格致書院與美國及教會關係密切，為避免滋擾，於1900年7月遷校澳門荷蘭園。

### 岭南学堂、大学時期

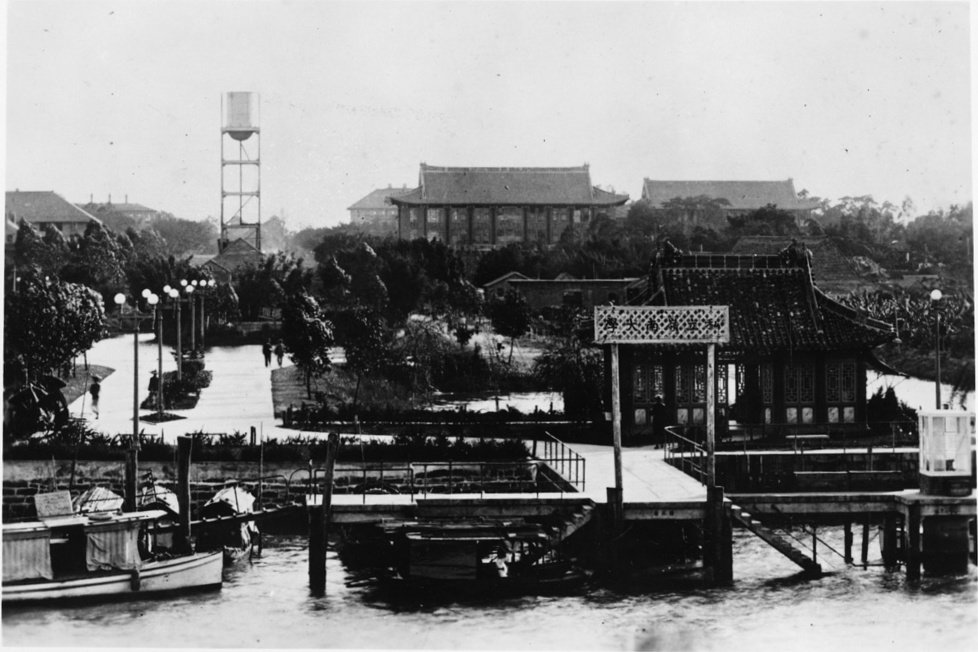
珠江邊的碼頭

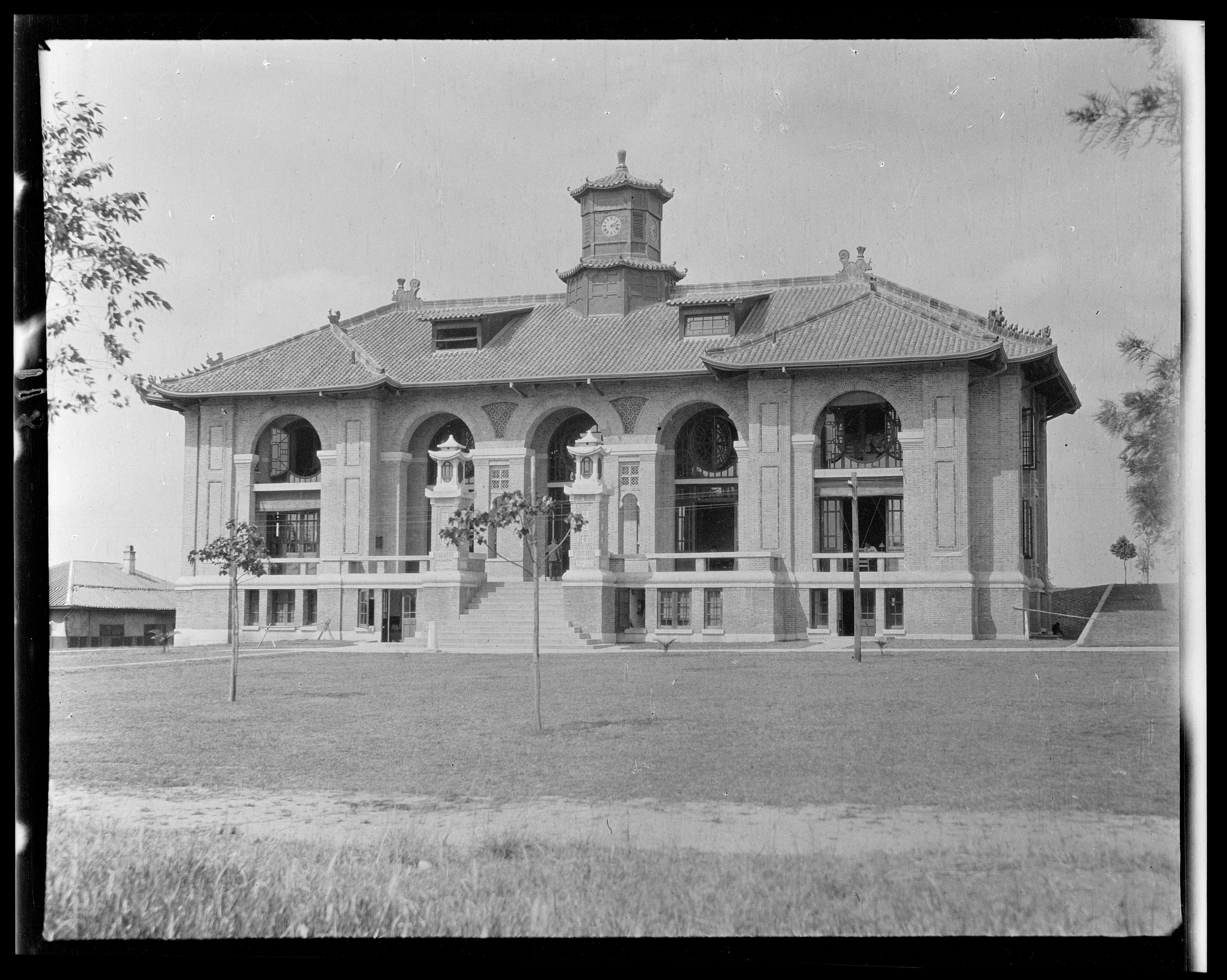
格蘭堂正面

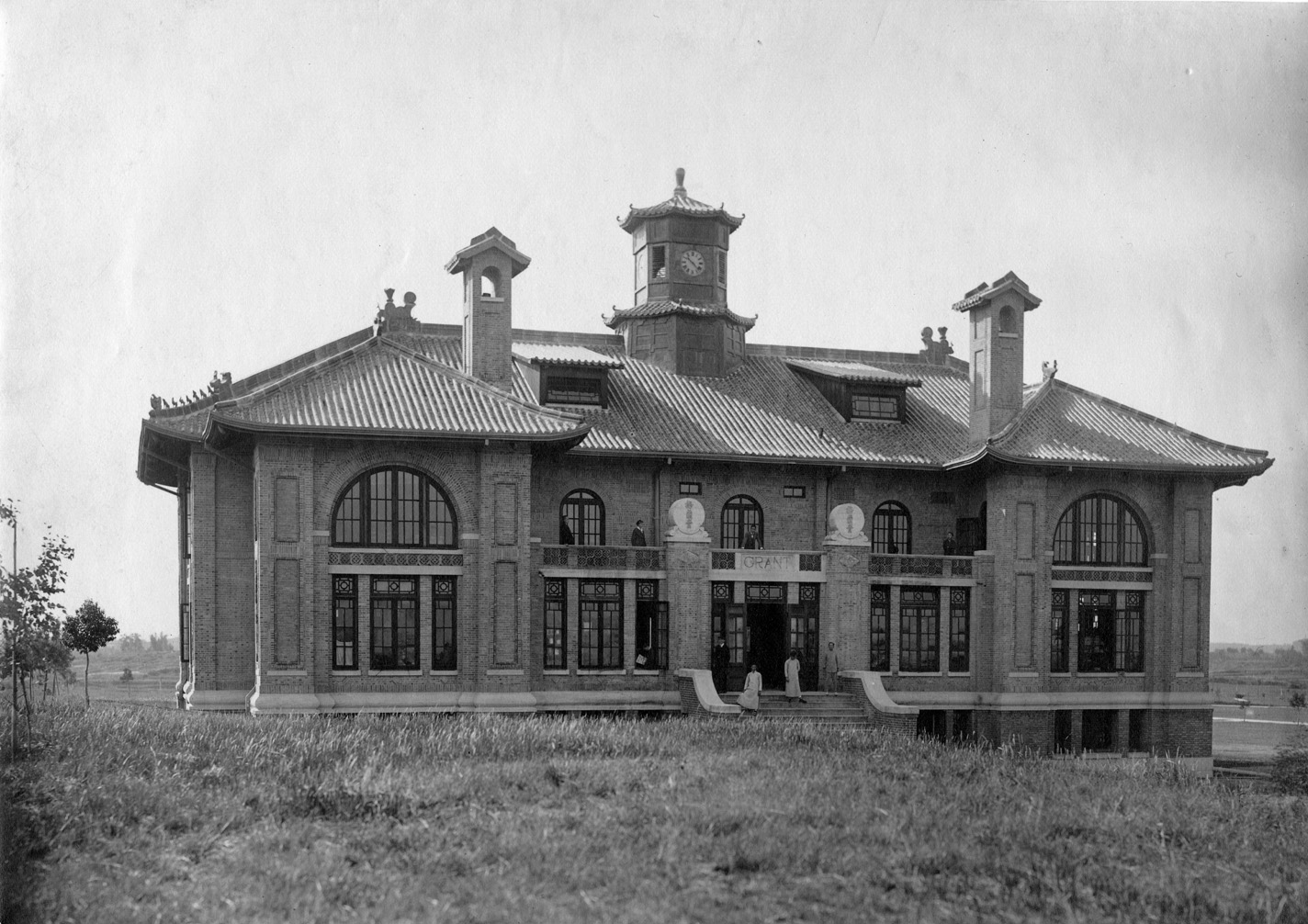
格蘭堂背面

- 1903年5月更名嶺南學堂（英文名稱改為Canton Christian College）。同年，钟荣光在广州河南康乐村购置200亩地，搭起板房作为临时校舍，开始招生上课。后经其不懈努力，在此后数年为岭南学堂筹得120万元，兴建校舍，增添设备，同时开办大学预科，设附属小学和华侨学堂。
- 1904年遷回廣州，隨後於河南島（現位於海珠區）康樂村一帶建設永久校園。1906年成為中國第一所准許男女同校上課的學校。1907年由晏文士（Dr. Charles K.Edmunds）继任监督，仍由钟荣光协理校务。
- 1912年9月，辛亥革命后，中文名稱改為「嶺南學校」，英文名稱則仍用Canton Christian College。1916年開設文理科大學，1918年首屆學士生畢業。
- 1923年12月21日, 孫中山先生在廣州嶺南大學學生歡迎會演講, 講題「學生要立志做大事不可做大官」, 是極有影響力的一場演講。
- 1924年7月3日至9日，中化教育改进社第三届年会在南京东南大学召开。会议着重讨论收回教育权问题，同时通过了收回教育权的三大提案。岭南大学内部也出现学生运动，要求华人自办。1926年4月，岭南大学董事会在纽约召开。钟荣光正在墨西哥募款，也赶赴纽约出席。他在会议上发表谈话：“董事局创本校初意，原为扶助中国发展教育。待中国人得有办学之经验与能力，便将学校主权还诸中国人。现在时机，恰好成熟。”[2]岭南大学同学会也致函董事局，要求改组董事局，将学校归还华人自主。同年11月，国民政府颁布私立学校立案规程，规定大学必须由中国人办理，外人不得在中国设立大学。此后校董事局派人来华协商，决定在华成立董事局。
- 1927年7月1日正名為嶺南大學（Lingnan University），推举鍾榮光為首任華人校長和校董会主席，李應林為首任常務副校長。
- 1934年開始進行海外學生交換計劃，以美國學生為主。

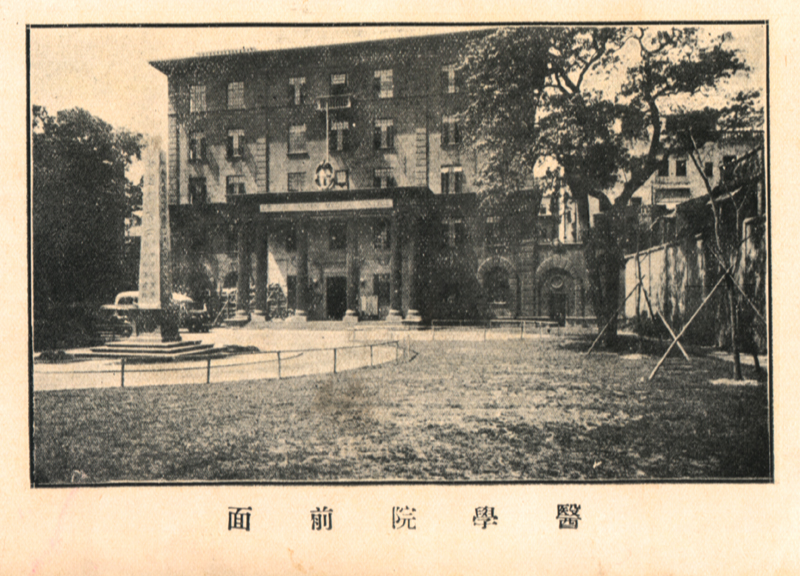
1938年，私立嶺南大學孫逸仙博士醫學院前面，現為中山大學孫逸仙紀念醫院博濟樓。

- 1934年私立夏葛医学院（原夏葛女子醫學院）與博濟醫學院合併，博濟醫學院此前已於1930年由岭南大学接辦，於是在兩院基礎上成立私立嶺南大學孫逸仙博士紀念醫學院（Dr. Sun Yat-sen Medical College of Lingnan University），改為6年制醫學教育。至1936年所有設備移交與學生轉籍完成。
- 1938年二次大戰其間，10月廣州淪陷，嶺南大學遷往香港，並借用香港大學部份校舍辦公、授課、住宿；農學院則於香港新界復課。1940年農學院遷往粵北坪石，另建校舍。
- 1937至1939年，岭南大学校董会董事，旅居上海的潮商郑馥如捐资16万元，协助农学院建立柑橘研究所，并在潮阳县等地设立柑橘试验场。研究所设立郑雨泉（郑家先人）奖学金，代缴一部分学生学费，并支助部分学生在美国留学的费用。后这一计划细分为果树园艺、留美果树园艺及国立清华大学研究院植物病理三项，试验场也进一步发展为柑橘实验站。
- 1941年底，太平洋戰爭爆發，香港淪陷，嶺南大學因而停課。1942年於韶關仙人廟大村復課。
- 二次大戰結束後，嶺南大學遷回廣州康樂校園，1945年10月31日復課。戰後至國共內戰期間，嶺南大學在校长陈序经先生主持下一方面重整院系，另一方面吸納因戰亂南下的著名學者，如陳寅恪、王力、姜立夫、梁方仲等，促進嶺南大學在學術研究方面的發展。中共於1949年建政後推行中國高等院校院系調整，嶺南大學於1952年被併入中山大學。

## 校歌
曲譜取材自美國民謠《安妮·莱尔》，由Henry S. Thompson於1857年作曲，葛理佩 （Henry Blair Garybill）填詞（原文為英文），陳輯五譯寫中文歌詞：
|  | 平原廣闊 了近目前 江水流其間 群邱遠繞 恆為障護 奮前莫畏難 母校屹立 風波不搖 佳氣承遠方 地美人娛 乃祖所賜 愛保兩勿忘 韶光幾度 花娛鳥樂 飽受春風雨 使我樂輸 黃金時刻 基爾高黌序 當前百事 待儂擔負 不怕半途廢 壯我胸懷 得如昔在 母校光風裡 |

除校歌外，當時亦有不少有關嶺南校園生活的歌曲，如《嶺南牛》、《紅灰獅子》、《今我等在嶺南》、《高飄嶺南旗》等，於不同場合例如運動會、同學聚會中歌唱。後來由白序之、何安東編成《嶺南歌譜》。

## 校徽
校徽於1911年（嶺南學堂時期）由校友及老師司徒衛設計。外形為圓形，圖案呈現康樂校園懷士堂北望的景觀：上半部是自珠江南岸可見的白雲山，中間是珠江和珠江南岸的嶺南名產荔枝樹林，底部為通往校園的小徑。校徽為灰底紅圖，源於學生一次參加廣東省運動會，啦啦隊所用校旗以紅色為底色，上面印有「嶺南」兩個灰色大字。「紅、灰」（「殷紅如血，深灰似鐵」）遂成為其校代表色，學生亦往往自稱「紅灰兒女」。

## 校园

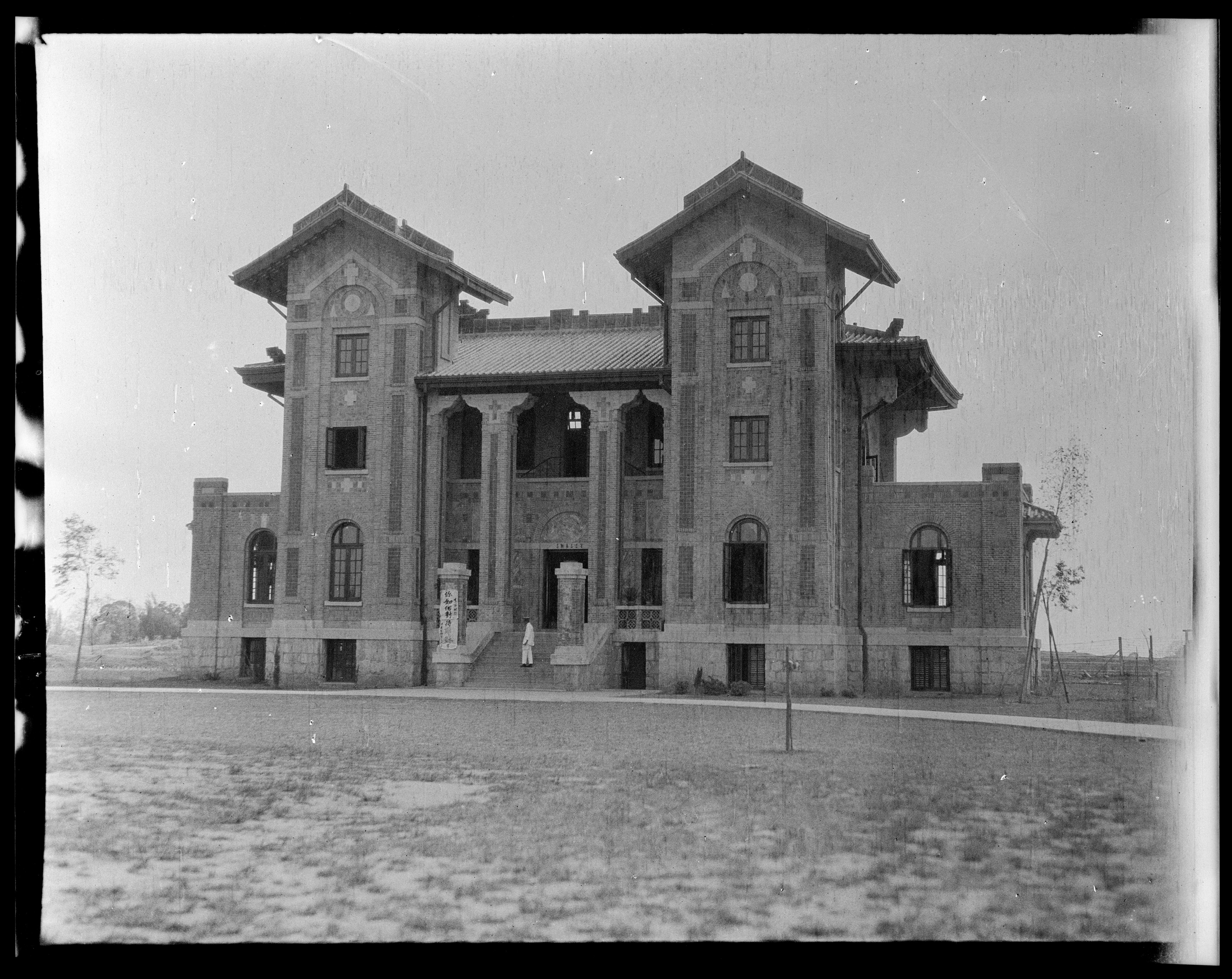
1917年至1919年間的懷士堂。

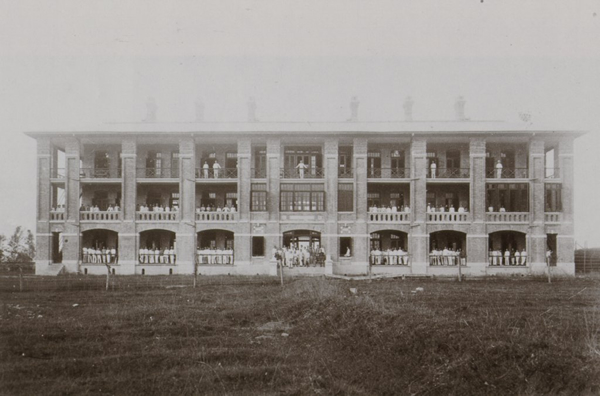
馬丁堂，攝於1907年。

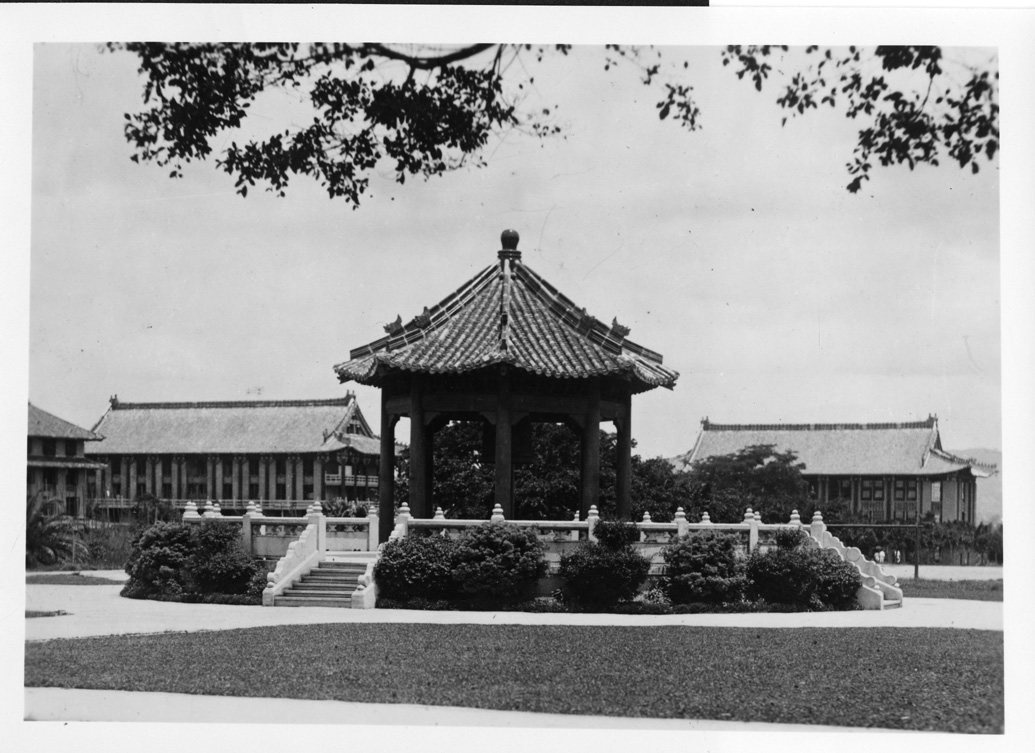
惺亭，为纪念史坚如、区励周、许耀章三位师生而建。

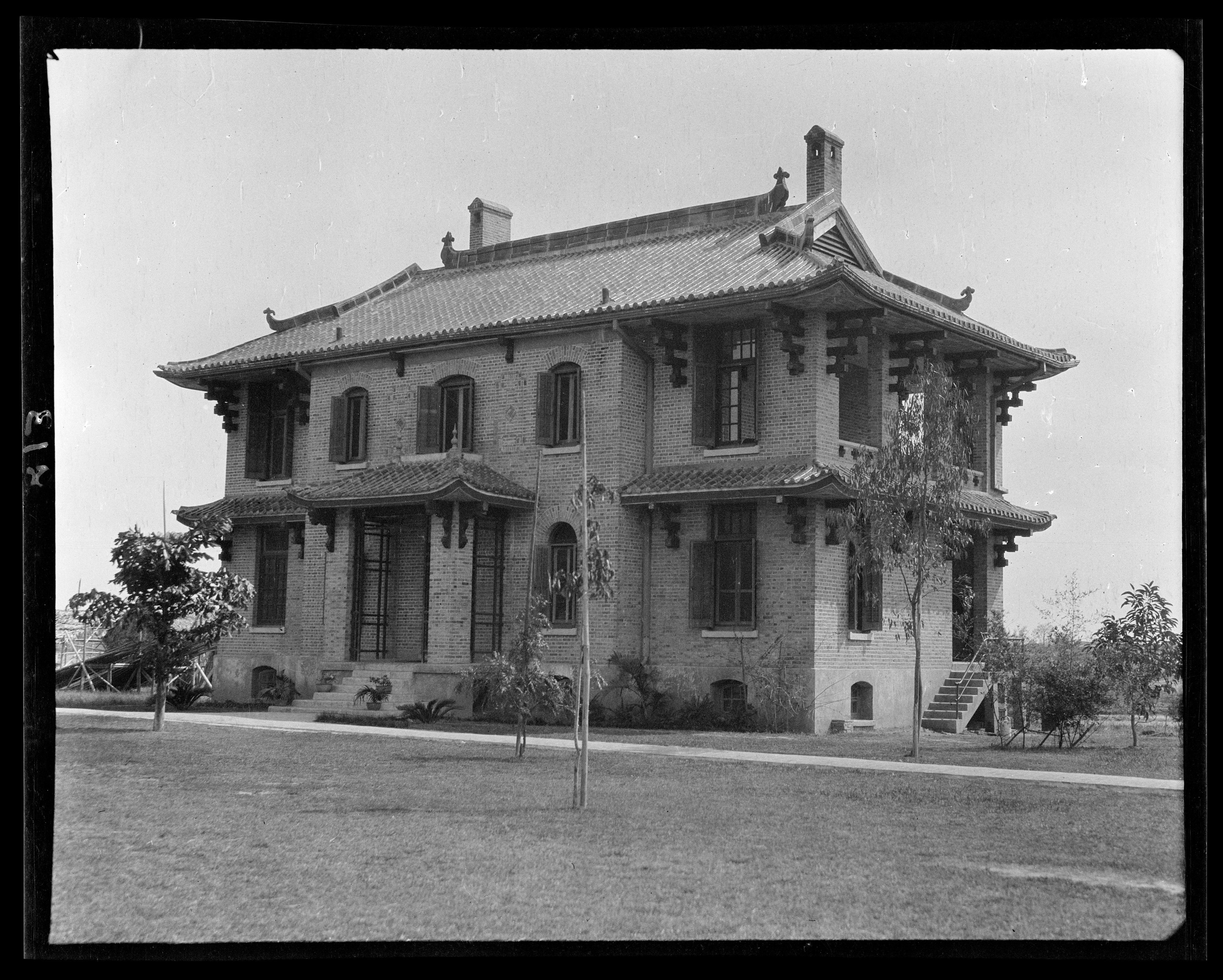
宿舍

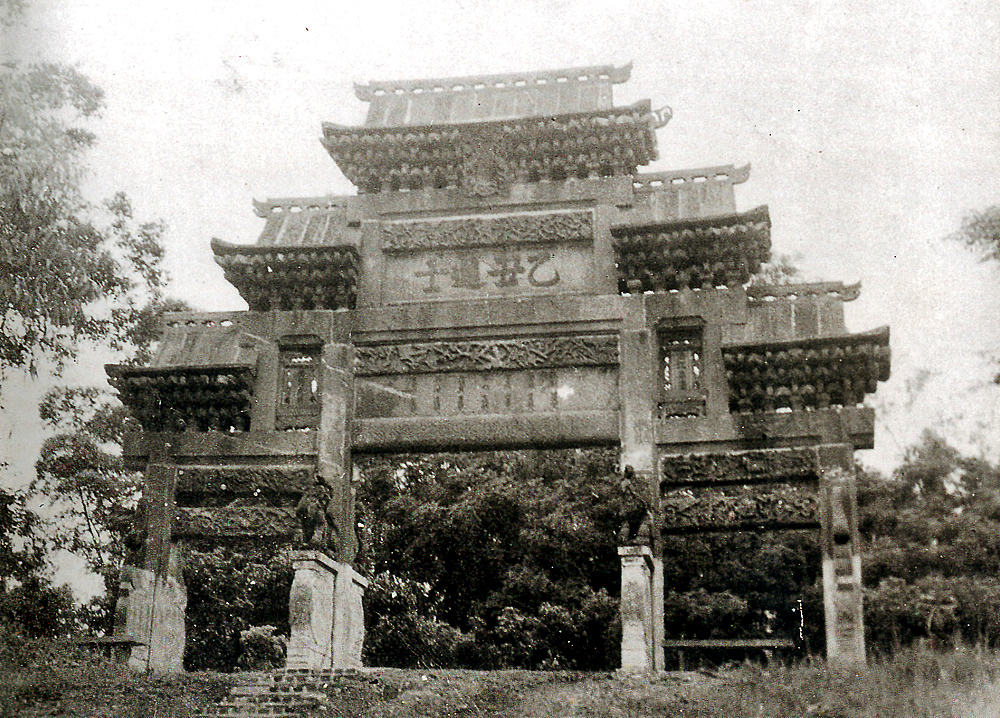
移動至嶺南大學不久後的乙丑進士坊，原位於格蘭堂西側。

廣州河南康樂校園位於珠江南岸，遠眺可見白雲山。校園面積約3000畝（不包括校外農場），全盛期建築物約250餘座，除主要教學、行政、宿舍建築外，另有護養院、大運動場20畝、球場42所、游泳池等設施。院系特殊設備則有自然博物採集所、斐文氣候觀察所、柑橘試驗場、博濟醫學院等。
由於校舍建築經費多來自海內外籌款所得，因此校園建築物多以捐款人名字命名。馬丁堂是校園內建成的第一棟永久校舍。有關這些建築物的現在用途及形態，請見中山大学#建筑。
主要建築物如下，部分以廣州話音譯：

### 教學及行政建築
- 馬丁堂（Martin Hall）：又稱東院，1906年落成，為紀念向嶺南大學前身嶺南學堂捐款的美國辛辛那提的亨利·馬丁而命名。樓高三層，採用紅磚鋼筋水泥建造，由美國建築師司徒敦設計；
- 格蘭堂（Grant Hall，行政樓）：1915年興建，1916年6月落成。捐資者為紀念新澤西州一位富商之子、自1896年起任嶺南學堂前身的格致書院紐約董事局書記兼司庫的格蘭先生，將該樓命名為「格蘭堂」。樓頂上面有一個大鐘，為蓋高利先生所贈。該樓一直是嶺南大學的行政辦公大樓；
- 基督教青年會樓：建於1913年；
- 懷士堂（Swasey Hall，青年會會所）：建於1915年；
- 迎賓樓（訪客招待所）：又稱馬應彪招待室，由先施百貨創辦人馬應彪捐建，是三層房屋（包括地下室），1921年6月落成，作為招待和小聚會室，馬應彪夫婦曾出席落成典禮；
- 卡彭特樓（Carpentier Hall，醫院樓）：建於1911年，原為醫院樓，1934和1935年成為博濟醫學堂附屬護士學校（Canton Hospital Nursing School）的校舍，隨後用作教師宿舍；
- 亞德伍德（George Weidman）抽絲實驗室（Silk Culture Building，蠶桑系實驗室）；
- 張弼士堂（Chang Hall，華僑學校）：建於1921年，由蘇門答臘華僑張弼士之子張秩捃捐建；
- 史達理堂（Willard Straight Memorial Science Building，科學館）：建於1928年；
- 十友堂（Ten Alumni Hall/Ten Friends Hall，農科教學樓）：1929年落成；由林護、蔡昌等十位嶺南大學校友捐建，是四層（含地下室）的嶺南風格建築；
- 陳嘉庚堂：1919年6月落成；由華僑領袖陳嘉庚捐資興建的嶺南大學附屬小學禮堂；
- 哲生堂（Chit Sang Hall，工學院）：是孫中山之子孫科（字哲生）任鐵道部長時，由中華民國鐵道部撥款興建的工學院大樓。雖然該樓並非私人捐款，但仍以個人名字命名。1931年落成。是中国古典式建筑，由美国建筑师亨利·墨菲设计。

### 宿舍
大學學生宿舍

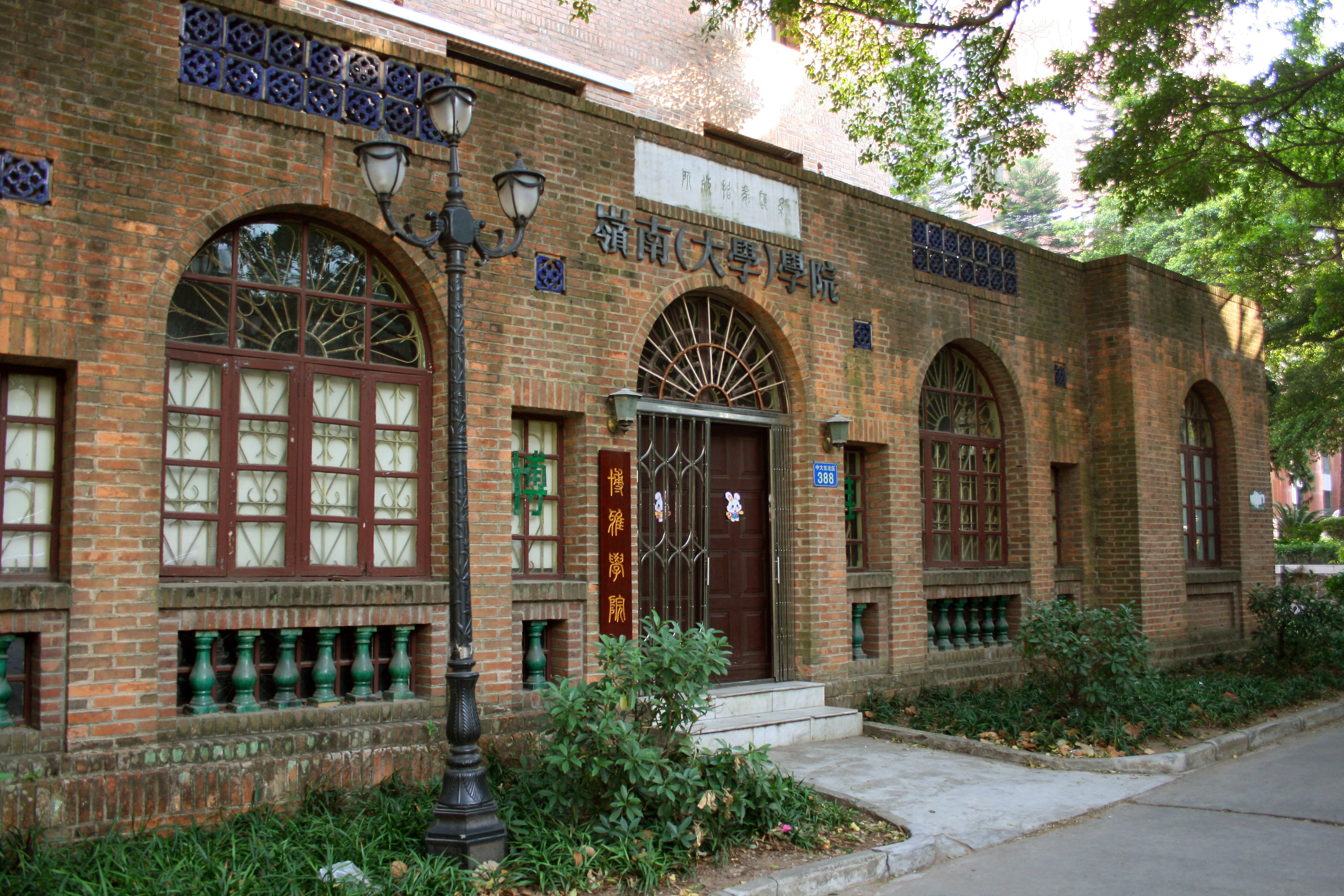
今天中山大学内的馬應彪招待室，現為嶺南（大學）學院中的博雅學院。

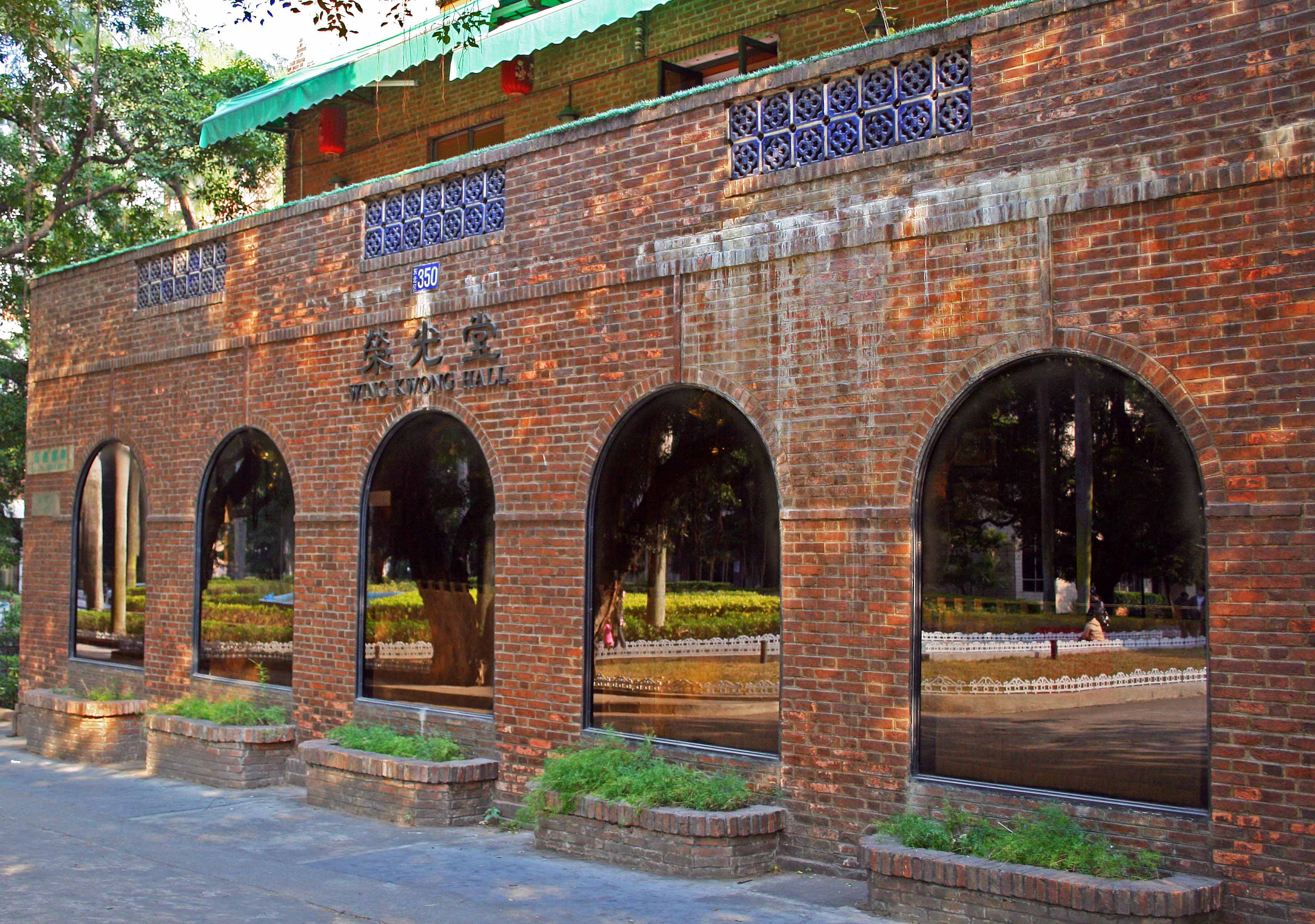
荣光堂

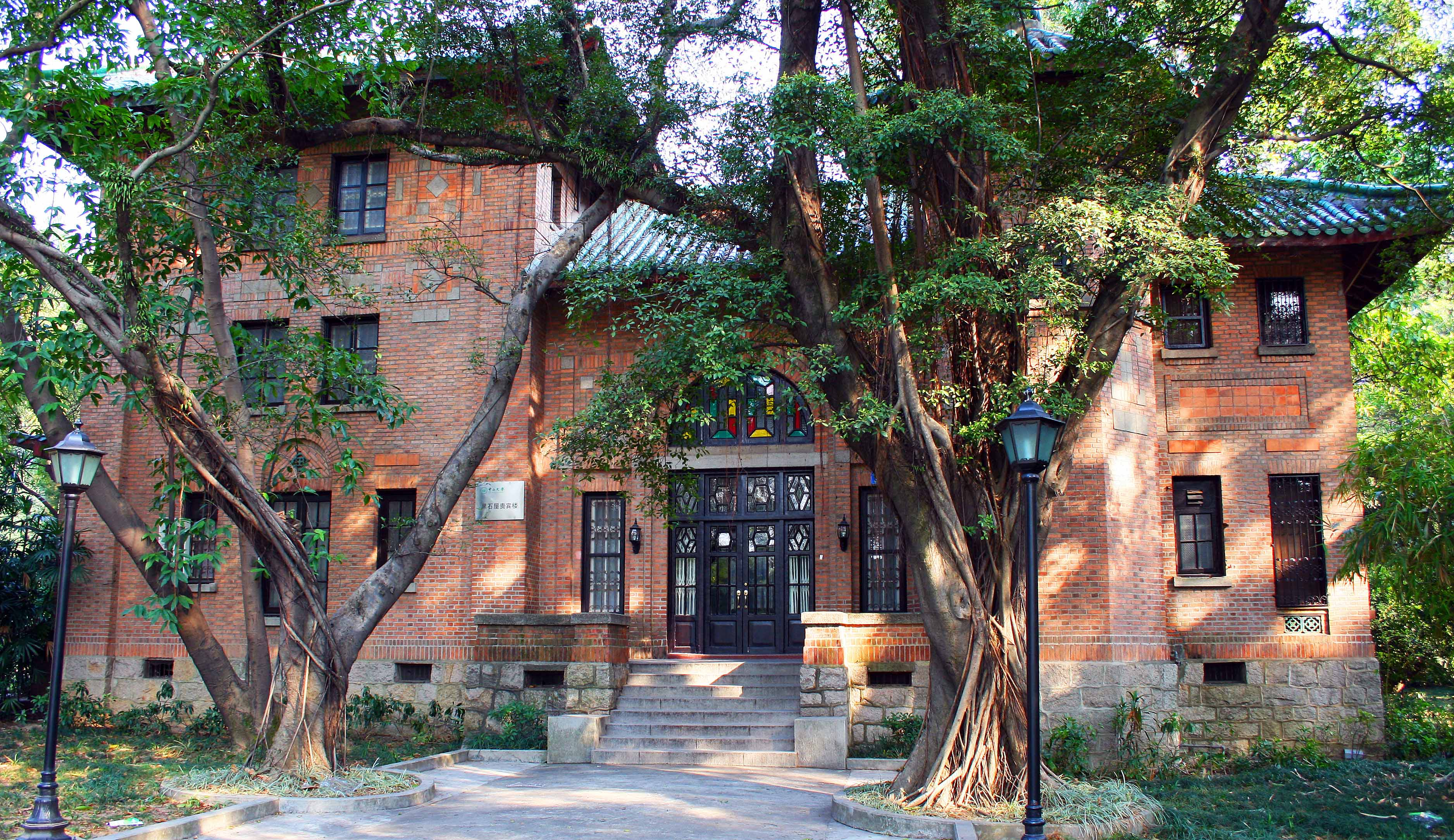
黑石屋

- 爪哇堂（Jawa Hall，男生宿舍）：第一座學生宿舍；1919年，鍾榮光赴印尼爪哇各地向華僑募捐建造大學宿舍經費，廣大華僑熱心教育事業，紛紛解囊捐助。為紀念爪哇華僑的赤誠，將該宿捨命名為「爪哇堂」。1920年興建，1922年落成，為四層建築，位於陸佑堂南側；
- 榮光堂（Wing Kwong Hall，男生宿舍）：嶺大建校初期，校舍多為西方人士捐建，鍾榮光認為中國人教育，我華人亦應分力承擔，故於民國初年，即奔走東西半球之間，呼籲僑胞大力捐資。後各方人士群相響應，興建校舍凡數十座。嶺南校友有感鍾先生功在嶺南，遂發起捐建大學學生宿舍一座，1924年落成，命名榮光堂，以記紀念。這是第二座學生宿舍，是四層（含地下室）建築；
- 陆佑堂（Loke Yew Hall）：1931年落成，中国古典式建筑，由亨利·墨菲设计，是黃容康、黃容章兄弟等捐款興建的學生宿舍，黃氏兄弟為紀念其先祖陸佑，故命名為陸佑堂；
- 第一女生宿舍（Women's Dormitory）；
- 廣寒宮：第二座女生宿舍，建於1933年。

其他宿舍
- 希倫高屋（教職員宿舍）：建於1911年；
- 麻金墨屋：美國麻金墨夫人為紀念其丈夫而於1911年捐建，是嶺南大學附屬中學校長葛理佩的寓所；
- 美臣屋（教職員宿舍）：建於1919年；
- 倫敦會屋（教職員宿舍）；
- 黑石屋（Blackstone Lodge，鐘榮光博士在校宿舍）：1914年由美國芝加哥伊沙貝·布勒斯頓（Black Stone）夫人出資為當時擔任嶺南學堂（後為嶺南大學）教務長鍾榮光先生修建的寓所。1914年動工。後為紀念捐建者，稱之為“黑石屋”。現主要用於學校接待貴賓之用。[注釋 3]
- 賓省校屋（賓夕法尼亞大學來華職員宿舍）：建於1920年，由美國賓夕法尼亞大學學生捐建；
- 同學屋（同學會所及校友教員住宅）：建於1925年；
- 仰光屋：建於1925年；
- 九如屋：建於1925年；
- 廣庇屋：建於1925年；
- 積臣屋（Jackson Lodge，宿舍）：建於1912年，1924年及之前是晏文士的寓所。後來成為西方學校外籍教師的宿舍；
- 高士屋（宿舍）；
- 哥德屋（宿舍）。

### 其他建築
- 八角亭（Eight-corner Pavilion）：建於1919年，原由學生青年協會經營，主要銷售熟食。1934年，大學決定將其翻新並改造，原有的綠色地磚被換成藍色。
- 惺亭（Xing Pavilion）：由惺社同學於1928年捐建，用以紀念史堅如、區勵周、許耀章三位師生，史是辛亥革命烈士，區和許為1925年沙基慘案烈士。亭子是中国古典式建筑，由亨利·墨菲设计；
- 乙丑進士坊：原是中華中路四牌樓的其中一座，後因阻礙交通需遷移，嶺南大學負責人認為該牌坊紀念的明代進士為官清正廉明，可激勵學子上進，故接納安置此牌坊。嶺大把牌坊遷入校園落成之日定為大學的「勵學日」，讓學生學有目標。原位於格蘭堂西側，校園被中大吞併後在文化大革命時被毀，再於1999年由香港嶺南大學校友捐資修復，至今歷史已超過370年；
- 水塔：位於校門內；
- 風雨亭（The Wind and Rain Pavilion）；
- 嶺南大學牌坊：位於珠江邊；
- 嶺南大學墓園：始建於1905年至1912年間，由嶺南學堂教會所設，墓園坐南朝北。所葬人士有教授、教士、學生、工人甚至是無名人士，大部分為嶺南大學師生員工。其中包括：孫中山外孫戴永豐；嶺大第一任華人校長鍾榮光原配何翠屏；醫學專家、嶺大醫學院院長、廣東省人民醫院創辦人李廷安；農學家、嶺大農學院院長古桂芬、傅保光；總務長伍時昌和李滄萍、孔憲保；農學院教授兼院長Johu Howry Groff（美籍）；數學教授WilfridEwart Mac Donald（美籍）；化學系教授Selbry Pather Spencer（美籍）；醫學院院長Sara Nahaff Gadbury（美籍）的夫人；其他美籍人士還有Edmumd A. Gibbert、Willam Loyal Marshak等；嶺南大學附屬中學教務主任蔡輝甫等，嶺南大學的部分美籍教師也安葬於此。幾位無名人士（幾塊墓碑上寫著「西童」、「未來麥師奶」、「此人曾在嶺南大學醫院就醫」等字）。而光緒十五年（1889年）因沉船而遇難的1508名同胞的合葬墓（義塚），也位於墓園一角。

## 院系設置

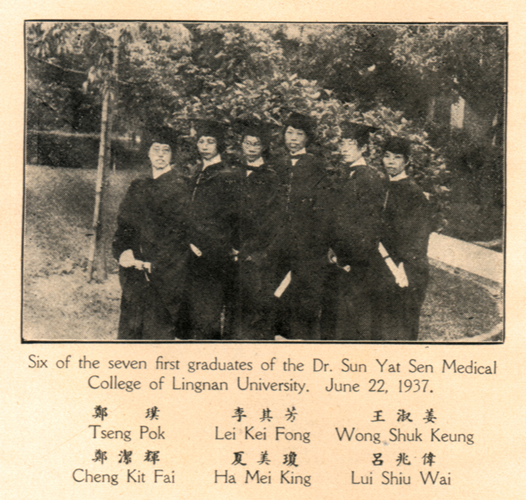
1937年6月22日，私立嶺南大學孫逸仙博士醫學院首屆畢業生合影。

嶺南大學自1916年開始完善大學學科體系起，曾先後設置6個學院：文學院、理學院、工學院、醫學院、農學院、商學院；並有研究院2所：理科研究所、社會科學研究室，開設研究生專修課程（理學碩士）。
- 文學院
  - 主修學系：中國語言文學系、西洋語言文學系、歷史政治系、社會學系
  - 輔修學系：教育（附心理）學、家政學、哲學（附宗教、現代文化）、宗教學、音樂（未設系）

- 理工學院[注釋 5]
  - 主修學系：生物學系、化學系、土木工程學系
  - 輔修學系：數學系、物理學系

- 孫逸仙紀念醫學院[注釋 6]
  - 學系[注釋 7]：解剖系（包括組織學和胚胎學）、物理學系（包括生物化學）、細菌學系（包括寄生蟲學和病理學）、藥理學系、公共醫療系

- 農學院
  - 主修學系：農藝園藝學系、畜牧獸醫學系、植物病理學系、蠶桑系[注釋 8]

- 商學院
  - 主修學系：商學系、經濟學系

- 理科研究所
  - 生物學部、化學部

- 社會科學研究室
  - 教育學組、社會學組、商業經濟學組

此外，協和神學院於1929年歸入嶺南大學名下，1947年遷入嶺南大學校園，但仍保留本身董事會。

## 歷任校長

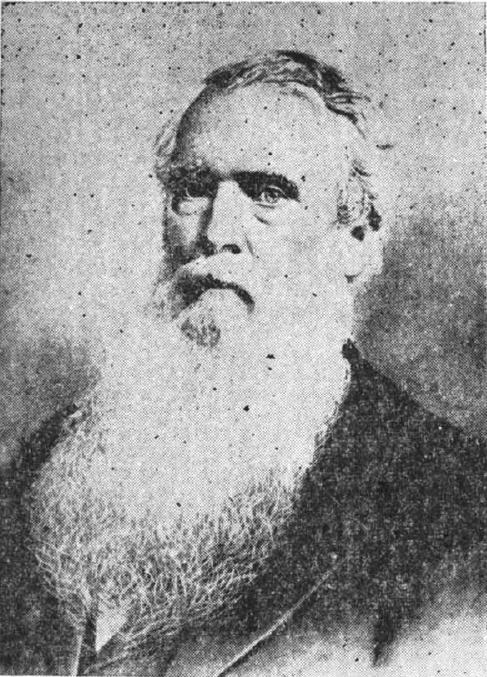
格致書院首任監督哈巴安德

註：1888年 至 1927年期間的校長稱為「監督」。
格致書院時期
- 1888年 至 1890年 哈巴安德博士（Rev. Andrew P. Happer, DD）
- 1891年 至 1893年 哈巴安德博士（Rev. Andrew P. Happer, DD）（代理）
- 1893年 至 1895年 香便文博士（Rev. Benjamin C.Henry）
- 1896年 至 1899年 那夏礼博士（Dr. Henry V.Noyes）
- 1899年 至 1903年 尹士嘉博士（Dr. Oscar F.Wisner）

嶺南學堂時期
- 1903年 至 1907年 尹士嘉博士（Dr. Oscar F.Wisner）
- 1908年 至 1924年 晏文士博士（Dr. Charles K.Edmunds）
- 1924年 至 1927年 香雅各博士（Dr.James M.Henry）

嶺南大學時期
- 1927年 至 1937年 鍾榮光博士
- 1937年 至 1938年 李應林博士（代理）（原校長鍾榮光博士休假）
- 1938年 至 1948年 李應林博士 [注釋 9]
- 1948年 至 1949年 陳序經博士（代理）（原校長李應林博士休假）
- 1949年 至 1952年 陳序經博士

## 著名校友
（按姓氏筆劃排序）
| 姓名              | 畢業年份 | 院系、獲頒學銜                                          | 成就 |
| ----------------- | -------- | ------------------------------------------------------- | --- |
| 甘乃光            | 1922年   | 經濟學系、學士                                          | 黃埔軍校政治部秘書兼教官、國民政府廣州市市長、行政院秘書長、國民大會主席團主席、國民政府駐澳大利亞大使 |
| 司徒衛            | 1908年   |                                                         | 嶺南校徽的設計者，廣州嶺南分校(即後來的香港嶺南小學)首任校長、在抗日戰爭期間，他協助帶領嶺大師生移師到廣東韶關曲江嶺大村重辦大學教育，亦曾任韶關仙人廟嶺南中學校長，澳門嶺南中學校長，1942年8月至1944年1月期間擔任佛山華英中學韶关复课时期的校長。 |
| 李應林            | 1914年   |                                                         | 1927至1931年任廣州嶺南大學副校長，1937至1948年任廣州嶺南大學校長，崇基學院首任院長 |
| 邹至庄            | 1941年   |                                                         | 美国华裔经济学家，普林斯顿大学政治经济学教授和经济学名誉教授，中华民国中央研究院院士。重要统计检验之一的“邹检验（Chow Test）”由其于1960年发明。邹至庄也是1980年代在中山大学内建立岭南（大学）学院的主要倡议人。                                    |
| 伍沾德            | 1947年   |                                                         | 香港美心集團創辦人之一 |
| 伍舜德            | 1935年   | 經濟學系、學士                                          | 香港美心集團創辦人之一、香港美心食品有限公司董事長兼總經理 |
| 伍聯德            |          | 廣學班畢業                                              | 《良友畫報》創刊人 |
| 林尚安            | 1950年   | 化學系、碩士                                            | 高分子化學家、中國科學院院士 |
| 林思齊            | 1945年   | 學士                                                    | 加拿大英屬哥倫比亞省（卑詩省）前總督 |
| 林雲陔            |          |                                                         | 1937年廣州國民政府廣東省政府主席、中山大學校長 |
| 冼玉清            | 1924年   | 文學院、學士                                            | 廣東學者，以研究廣東文獻為主、詩人、畫家 |
| 胡秀英            | 1937年   | 理學碩士                                                | 崇基學院生物系教授、植物學學者，以研究冬青科、菊科、錦葵科和蘭科為主 |
| 馬儀英            | 1929年   | 文學院、學士                                            | 香港教育家、九龍真光中學創校校長 |
|                   | 1934年   | 理學碩士                                                | 中國科學院資深院士、中國農業大學教授、副校長 |
| 容啓東            |          |                                                         | 教育家、廣州嶺南大学教授、香港大學植物系高級講師兼系主任、香港崇基學院校長（1977年中文大學改制前最後一任）、香港中文大學首任副校長之一 |
| 倪少傑            |          | 經濟學系、學士                                          | 香港立法局議員、臨時立法會議員、香港中華廠商聯合會會長、蜆殼電器工業(集團)有限公司獨立非執行董事 |
| 陳文統 （梁羽生） | 1949年   | 經濟學系、學士                                          | 新派武俠小說作家，與金庸齊名，曾任香港《大公報》編輯 |
| 陳香梅            | 1944年   | 中文系 、學士                                           | 美國政府中國政策資深顧問；飛虎將軍陳納德之妻 |
| 陳榮捷            | 1924年   | 學士                                                    | 中央研究院院士、達茅茨學院（Dartmouth College）中國哲學與文化教授，專攻宋明理學；1962年曾與李卓敏一併獲推薦出任翌年成立的香港中文大學首任校長，最後落選                                                                                            |
| 郭棣活            |          |                                                         | 永安百貨家族成員、廣東省副省長、香港基本法起草委員會委員 |
| 郭琳爽            | 1921年   | 農學院、學士                                            | 永安百貨家族成員、永安公司總經理 |
| 張悅楷            | 1949年   | 土木工程學系、學士                                      | 廣東話劇院話劇演員、中國國家一級演員 |
| 畢漪汶            | 1949年   | 農藝園藝學系、學士                                      | 澳門教育家、前廣東省第六、七、八屆人大代表 |
| 曾呈奎            | 1934年   | 理學碩士                                                | 海洋生物學家 |
| 黃本立            |          | 物理系、學士                                            | 中國科學院院士、原子光譜分析專家 |
| 郑儒永            |          | 植物病理系 （1949年入读，1952年岭大解散转入华南农学院） | 中国科学院院士、生物学家、真菌学家；父亲郑铁如 |
| 黃啟明            | 1908年   | 廣學班畢業                                              | 嶺南學堂附屬小學校長、廣州培正中學校長（1918年至1939年） |
| 黃翠芬            | 1944年   | 化學系、學士                                            | 分子遺傳學家、軍事醫學院一級研究員 |
| 黃錫凌            | 1940年代 | 學士                                                    | 粵方言語言學家、香港大學語言學校首任校長 |
| 廖夢醒            |          | 農學院蠶桑系                                            | 中國國民黨元老廖仲凱、何香凝長女，中共黨員。 曾任宋慶齡秘書，六屆全國政協委員。其夫李少石曾為周恩來秘書。 |
| 關恩佐            | 1906年   | 廣學班畢業                                              | 廣州培英中學校長 （1919年至1926年） |
| 劉文漢            | 1930年代 | 經濟系、學士                                            | 香港企業家、20世紀60年代香港富豪；「香港假髮業之父」 |
| 錢樹芬            | 1901年   | 廣學班畢業                                              | 執業律師、國民政府國會首屆議員（廣東代表）、廣東民政司司長 |
| 簡又文            | 約1917年 | 廣學班畢業                                              | 太平天國史學家、耶魯大學研究院研究員 |
| 鍾榮光            | 1905年   | 廣學班畢業                                              | 清代舉人、興中會成員、嶺南大學首任華人校長；曾任民國初年廣東都督府教育司長、廣州市政府參事 |

## 附屬學校及海外分校
- 廣州：嶺南大學附中及附小[注釋 14]
- 澳門：嶺南中學（原廣州嶺分中學）
- 香港：嶺南小學

創立於1922年，為嶺南大學委派司徒衛到香港開辦的分校。設有小學部，1946年開辦初中部（即日後的嶺南中學）。
- 上海：嶺南小學
- 嶺南大學海南分校

嶺南大學位於新加坡的分校。創立於1929年，校址位於新加坡烏節路40號，設有小學部及初中部。1945年因太平洋戰爭停辦。
- 嶺南大學安南分校

嶺南大學位於越南的分校。創立於1939年，校址位於堤岸孟勞蘇街109號，設有小學部及中學（初中及高中）部。因越戰爆發停辦。

## 广州岭南
1952年因中国高校院系调整，岭南大学被并入新中山大学，所有外籍教員離開，原岭南大学校長陳序經博士後來被任命為中山大学副校長。原岭南大学校园成为中山大学的新校园（即現時中山大学廣州南校區），而原中山大学校园则划给新成立的华南工学院（今华南理工大学）、华南农学院（今华南农业大学）等。
原嶺南大學文理科系併入中山大学各文理科系，原嶺南大學農學院併入華南農學院。1953年8月，孫逸仙博士紀念醫學院與國立中山大學醫學院合併，使用中山二路的原國立中大校舍教學（後來的中山醫科大學）。
前中山大學孫中山研究所所長林家有教授透露，孫中山研究所曾倡議復辦嶺南大學，但被中華人民共和國教育部否決。而原有的「嶺南大學」牌坊，至今仍然被堆放在中山大學新圖書館東北角的樹叢裡。
1988年，中山大学在嶺南大學原校區設立嶺南學院。2015年嶺南學院通過了AACSB、AMBA和EQUIS國際認證，成為中國大陸第三家獲得三認證的商學院。2020年前后，在中山大学的院系调整中，岭南学院的管理学科被拆分合并进管理学院。

## 香港嶺南大學
「嶺南中學校董會」聯合「嶺南大學香港同學會」及「嶺南會所」於1967年組成「嶺南教育擴展會」在香港籌辦「嶺南書院」，為嶺南大學在香港復校而努力。「嶺南教育擴展會」後來成為嶺南教育機構。當時香港政府規定只有香港大學及香港中文大學可提供學位課程，所以書院开办初期只提供大專文憑及大學預科課程。1972年升格為「嶺南學院」，其後接受香港政府的資助條件，學院由政府提供經費支持，學院於1991年開辦學士學位課程，同年接受教資會資助後改革管理架構，交由政府主導學院的行政，但嶺南教育機構在嶺大校董會中仍佔一定席位。並於1994年遷往屯門前難民營新址。香港政府於1999年批准岭南学院升格為大學，學院復名為岭南大学。

### 引用
1. ↑  本段引用 
a. 嶺南大學（廣州時期）大事記 的存檔，存档日期2004-11-03.資料 
b. Guide to the Archives of the Trustees of Lingnan University (Record Group No. 14) Finding Aid. （页面存档备份，存于）嶺南大學校史的部份。
c. 嶺南人家：嶺南簡史 （页面存档备份，存于）
d. 陳國欽（2008），《瞬逝的輝煌──嶺南大學六十四年》 （页面存档备份，存于），廣東人民出版社。
2. ↑  高冠天：《岭南大学收回国人自办之经过及发展之计划》
3. ↑  .   [2006-08-08]. （原始内容存档于2016-03-04）.
4. ↑  .   [2011-08-14]. （原始内容存档于2016-03-04）.
5. ↑  .   [2011-08-14]. （原始内容存档于2016-03-04）.
6. ↑  .   [2011-08-14]. （原始内容存档于2016-03-04）.
7. ↑  .   [2011-08-14]. （原始内容存档于2016-03-04）.
8. ↑  .   [2021-06-02]. （原始内容存档于2021-06-03）.
9. ↑  參考《嶺南大學  歷史和發展》 （页面存档备份，存于）一文
10. ↑  《香港中文大學創校解密檔案-1962年》香港中文大學圖書館藏
11. ↑  . 加拿大星島日報. 2011-07-10  [2012-09-24]. （原始内容存档于2015-04-03）.

## 外部連結
- 嶺南人家（嶺南大學廣州校友會） （页面存档备份，存于）
- Lingnan Foundation 嶺南基金會 （页面存档备份，存于）（英文）
- 中國基督教大學影像資料庫有關嶺南大學的歷史照片 （页面存档备份，存于），耶魯大學神學院圖書館。（英文）
- 嶺南學報 (1929 - 1952) （页面存档备份，存于），嶺南大學圖書館。
- 嶺南週報 (1939 - 1941) （页面存档备份，存于），嶺南大學圖書館。